# Conwentzia californica
Conwentzia californica is een insect uit de familie van de dwerggaasvliegen (Coniopterygidae), die tot de orde netvleugeligen (Neuroptera) behoort. 
De wetenschappelijke naam Conwentzia californica is voor het eerst geldig gepubliceerd door Meinander in 1972.